# Marcus Reno
Marcus Albert Reno (15 de noviembre de 1834 - 30 de marzo de 1889) fue un oficial militar estadounidense. Sirvió en la Guerra de Secesión, donde fue combatiente en importantes batallas, y más tarde bajo el mando de George Armstrong Custer en la Gran Guerra Sioux contra los Lakota (Sioux) y los Cheyennes del Norte.
Reno es conocido por su destacado papel en la Batalla de Little Bighorn, donde no apoyó la posición de Custer en el campo de batalla, permaneciendo en cambio en una formación defensiva con sus tropas a aproximadamente 4 millas (6,4 km) de distancia. Ha habido una controversia de larga data sobre sus decisiones de mando en el curso de una de las derrotas más famosas en la historia militar de Estados Unidos.

## Primeros años y carrera
Marcus Albert Reno nació el 15 de noviembre de 1834 en Carrollton, Illinois, hijo de James Reno (originalmente, Reynaud) y su esposa, Charlotte (Hinton) Miller, una divorciada con una hija, Harriet Cordelia Miller, de su primer matrimonio. Tuvieron seis hijos juntos: Eliza, Leonard, Cornelia, Marcus, Sophronia y Henry. Charlotte, la madre de Reno, murió el 25 de junio de 1848, después de una larga enfermedad. Marcus tenía 13 años.
Con un futuro incierto, a los 15 años Reno escribió al Secretario de Guerra para saber cómo ingresar a la Academia Militar de los Estados Unidos en West Point, Nueva York. Después de una cierta decepción inicial, fue admitido y asistió a West Point desde 1851 hasta 1857, requiriendo dos años adicionales debido a excesivos deméritos. Reno se graduó el 28 de junio de 1857, en el puesto 20 de una clase de 38. Fue asignado al 1.er Regimiento de Dragones de los Estados Unidos como teniente segundo licenciado. Se presentó en el regimiento en Carlisle, Pensilvania, el 1 de julio de 1857. 
En marzo de 1858 se le ordenó prestar servicio con su regimiento en Fort Walla Walla, en el territorio de Washington, donde se presentó en septiembre de 1858. Con el estallido de la guerra de Secesión, el 1º de Dragones pasó a llamarse 1.er Regimiento de Caballería y fueron trasladados a través de Panamá a Washington D. C., donde llegaron en enero de 1862. Reno, ahora capitán, luchó en la batalla de Antietam. Resultó herido en la batalla de Kelly's Ford en Virginia el 17 de marzo de 1863, cuando su caballo recibió un disparo y cayó sobre él, causándole una hernia. Se le concedió el grado de mayor por su conducta valiente y meritoria. Después de convalecer, regresó a luchar el 10 de julio de 1863, en la batalla de Williamsport.
En 1864, Reno participó en las batallas de Haw's Shop, Cold Harbor, Trevilian Station, Darbytown Road, Winchester (3.º), Kearneysville, Smithfield Crossing y Cedar Creek. Por su servicio en Cedar Creek, fue ascendido a teniente coronel. En enero de 1865, entró en servicio voluntario como coronel de la 12.ª Caballería Voluntaria de Pensilvania, comandando más tarde una brigada contra las guerrillas de John Mosby. Recibió un nombramiento como coronel honorario del Ejército Regular (Estados Unidos), con rango a partir del 13 de marzo de 1865, por "servicios meritorios durante la guerra".  El 13 de enero de 1866, el presidente Andrew Johnson nominó a Reno para el nombramiento como general de brigada honorario de los Voluntarios de los Estados Unidos, con rango a partir del 13 de marzo de 1865, y el Senado de los Estados Unidos confirmó el nombramiento el 12 de marzo de 1866. 
Después de la guerra, Reno sirvió brevemente como instructor en West Point. El 31 de octubre de 1865 fue nombrado juez defensor de la Comisión Militar de Nueva Orleans, trayendo consigo a su familia. El 4 de diciembre de 1865, fue designado preboste mariscal de la Oficina de Libertos allí. El 6 de agosto de 1866, fue reasignado a Fort Vancouver como inspector general adjunto del Departamento de Columbia.  En diciembre de 1868, fue ascendido a mayor y sirvió en el consejo de guerra en Fort Hays, Kansas. El 21 de julio de 1871, se unió al 7.º de Caballería como comandante en Spartanburg, Carolina del Sur. Después de varias asignaciones especiales, se unió al regimiento consolidado en Fort Abraham Lincoln en octubre de 1875.

## Batalla de Little Bighorn
Reno fue el oficial superior que sirvió bajo el mando de Custer en la batalla de Little Bighorn en junio de 1876. Reno, con tres compañías que sumaban 140 hombres, debía atacar la aldea india desde el sur, mientras que Custer con cinco compañías tenía la intención de cruzar el río Little Bighorn más al norte y llegar a la aldea desde el lado opuesto; Custer ordenó al capitán Frederick Benteen con tres compañías que reconocieran las áreas al sur del campamento sioux y luego regresaran. La compañía del capitán Thomas McDougall escoltó la caravana que transportaba municiones y suministros. Los historiadores creen que los oficiales de caballería no entendían lo grande que era el poblado. Las estimaciones varían en cuanto al tamaño de la aldea (hasta 10.000 tipis) y el número de guerreros involucrados. Después de visitar el campo de batalla, el general Nelson Appleton Miles estimó que el número de "guerreros no excedía de tres mil quinientos", mientras que el capitán Philo Clark, que entrevistó a varios sobrevivientes indígenas, "consideró que dos mil seiscientos era el número máximo". Miles concluyó: "En cualquier caso, superaban ampliamente en número al mando de Custer". 

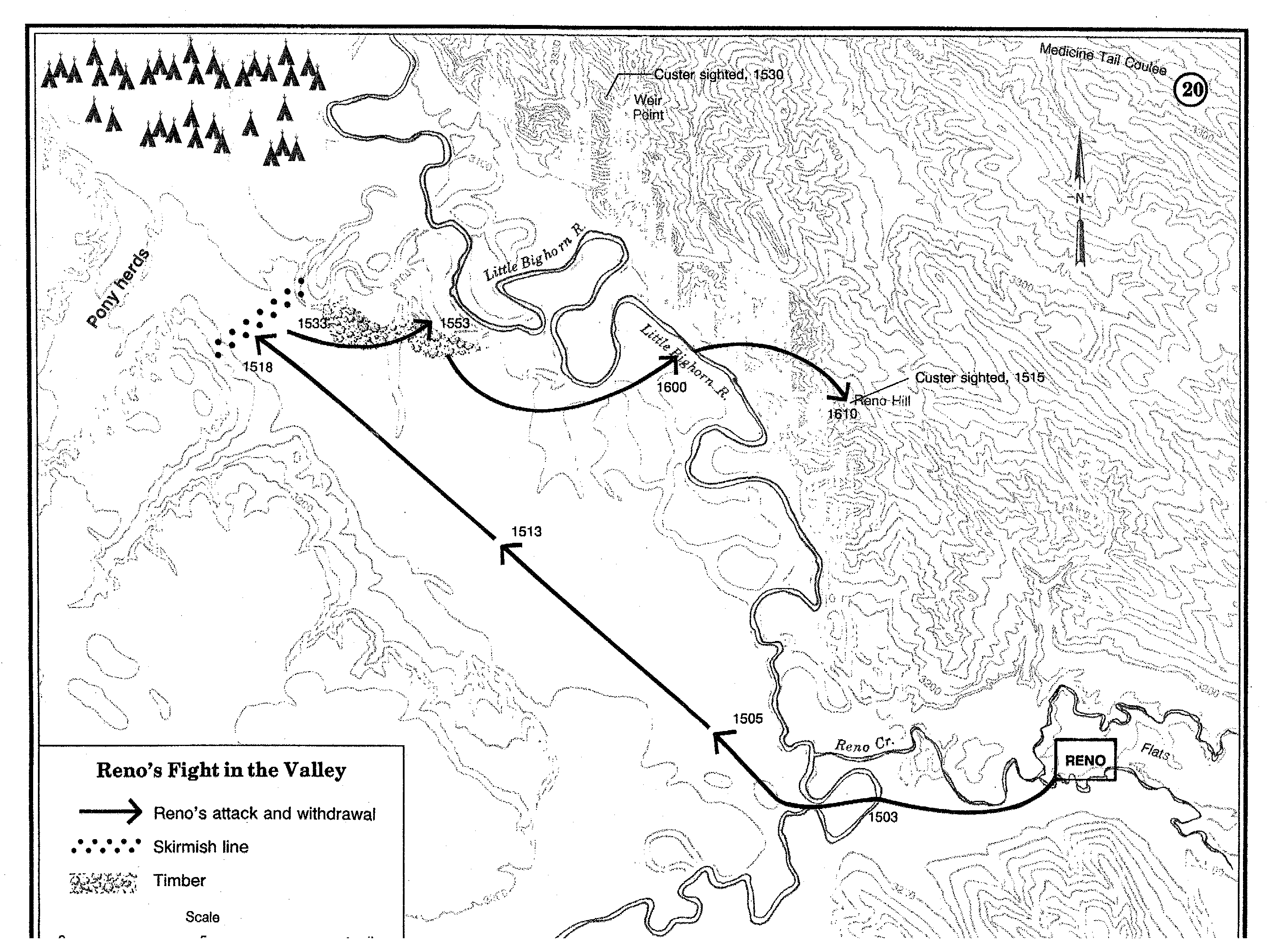
Movimiento de las tres compañías del mayor Reno.

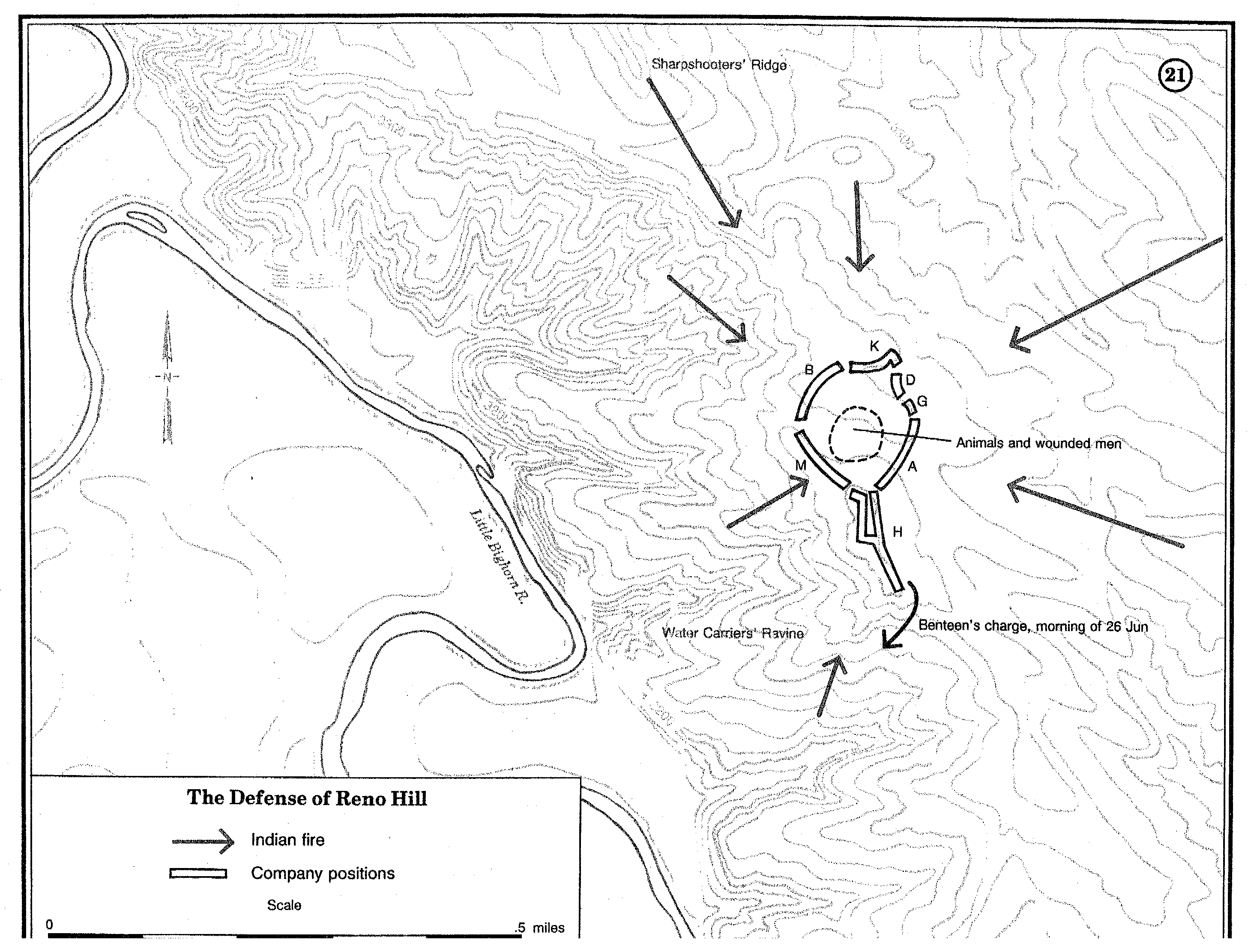
Posición defensiva de Reno-Benteen.

Reno partió hacia el campamento. Al cruzar el vado, parecía inseguro. El Dr. Porter, que cabalgaba con él, se extrañó cuando Reno le preguntó si quería su carabina. Su caballo estaba rebelde y "El arma le estorbó". Al principio no hubo resistencia mientras los soldados rodeaban el bosque. Después de "no más de diez minutos", y al avistar el poblado, Reno ordenó "¡Alto!" y "¡Prepárense para luchar a pie!". Más tarde explicó: "Yo... vi que me estaban arrastrando a una trampa". 
Los pocos guerreros indios que iban inicialmente por delante todavía estaban a varios cientos de metros de distancia cuando las tropas desmontaron y formaron una línea de escaramuza. Sin embargo, pronto las tropas fueron flanqueadas por cientos de guerreros. Reno y su mando se replegaron hacia el bosque a lo largo del río. Cerca de la orilla, el explorador arikara Cuchillo Sangriento, recibió un disparo mortal en la cabeza mientras estaba al lado de Reno. La mayoría de los otros exploradores nativos se escabulleron y escaparon. Reno encabezó una apresurada carrera a través del río y por los acantilados del otro lado. Su retirada se convirtió en una derrota. Allí lo recibió Benteen con sus tres compañías. Sin aliento, Reno gritó: "¡Por el amor de Dios, Benteen! ¡Detén tu mando y ayúdame! ¡He perdido la mitad de mis hombres!  Para entonces, 40 de los 140 hombres de Reno ya habían muerto, 7 estaban heridos y un número indeterminado había sido abandonado en el bosque, aunque la mayoría de los abandonados lograrían reunirse con él más tarde.
Poco después, se sorprendieron al ver que los guerreros que los perseguían comenzaban a alejarse de ellos y se dirigían hacia el norte. Dos millas atrás, McDougall, marchando con la caravana de suministros, oyó disparos, "un sonido sordo que resonó por las colinas".  Las tropas con Benteen y Reno, incluso el teniente Edward Settle Godfrey, que era sordo de un oído, también lo oyeron.  Tanto Reno como Benteen afirmaron después que nunca lo habían oído.  Además, no avanzaron de inmediato para averiguar la fuente, lo que más tarde daría lugar a acusaciones de que habían abandonado a Custer. 
Preocupado por su aparente indiferencia ante la situación de Custer y sin esperar órdenes, el capitán Thomas Weir cabalgó hacia el norte aproximadamente una milla en dirección al sonido de los disparos hasta el actual Weir Point, seguido por su compañía. Allí pudieron ver polvo y humo unas tres millas más al norte. Al principio supusieron que se trataba de algunos de los hombres de Custer. Sin embargo, mientras observaban, vieron guerreros emergiendo del humo, dirigiéndose hacia ellos, "agrupados como saltamontes en un campo de cosecha". 
Pronto llegó Benteen. Al observar la situación, se dio cuenta de que este era "un lugar infernal para luchar contra los indios". Decidió que debían retirarse a su posición original, ahora llamada "sitio de defensa de Reno-Benteen" o simplemente "Reno Hill". Mientras tanto, el capitán McDougall había llegado al lugar con la caravana. El teniente Edward Mathey le dijo años después a Walter Camp que Reno los recibió sosteniendo una botella de whisky y gritando: "Todavía tengo media botella".  McDougall encontró a Reno desorientado, tal vez sufriendo un shock, y ciertamente sin ningún interés en su precaria situación. Instó a Benteen a "tomar el control y dirigir la situación". Benteen estableció rápidamente un perímetro defensivo en forma de herradura en los acantilados cerca de donde él y Reno se habían encontrado antes. Fueron atacados inmediatamente y durante el resto del día.
Al caer la noche, el ataque disminuyó y el pueblo lakota estaba lleno de celebraciones. Alrededor de las 2:30 de la madrugada, dos disparos de fusil indicaron la reanudación del ataque. Los disparos se reanudaron al amanecer y continuaron hasta la tarde, cuando los soldados vieron que la aldea distante estaba siendo desmontada y las tribus se desplazaban hacia el sur. A la mañana siguiente, el 27, las tropas supervivientes se acercaron al río, donde las encontraron el general Alfred Terry y el coronel John Gibbon y sus fuerzas. Trece supervivientes recibieron la Medalla de Honor por su valentía en la batalla. Para Reno, la crítica fue su única recompensa. Entre 1868 y 1878, el ejército llevó a cabo diecinueve ataques contra aldeas indígenas. Sólo uno fracasó: el de Reno (sin contar el de Custer, que no sólo no tuvo éxito, sino que fue desastroso).

## Carrera militar posterior

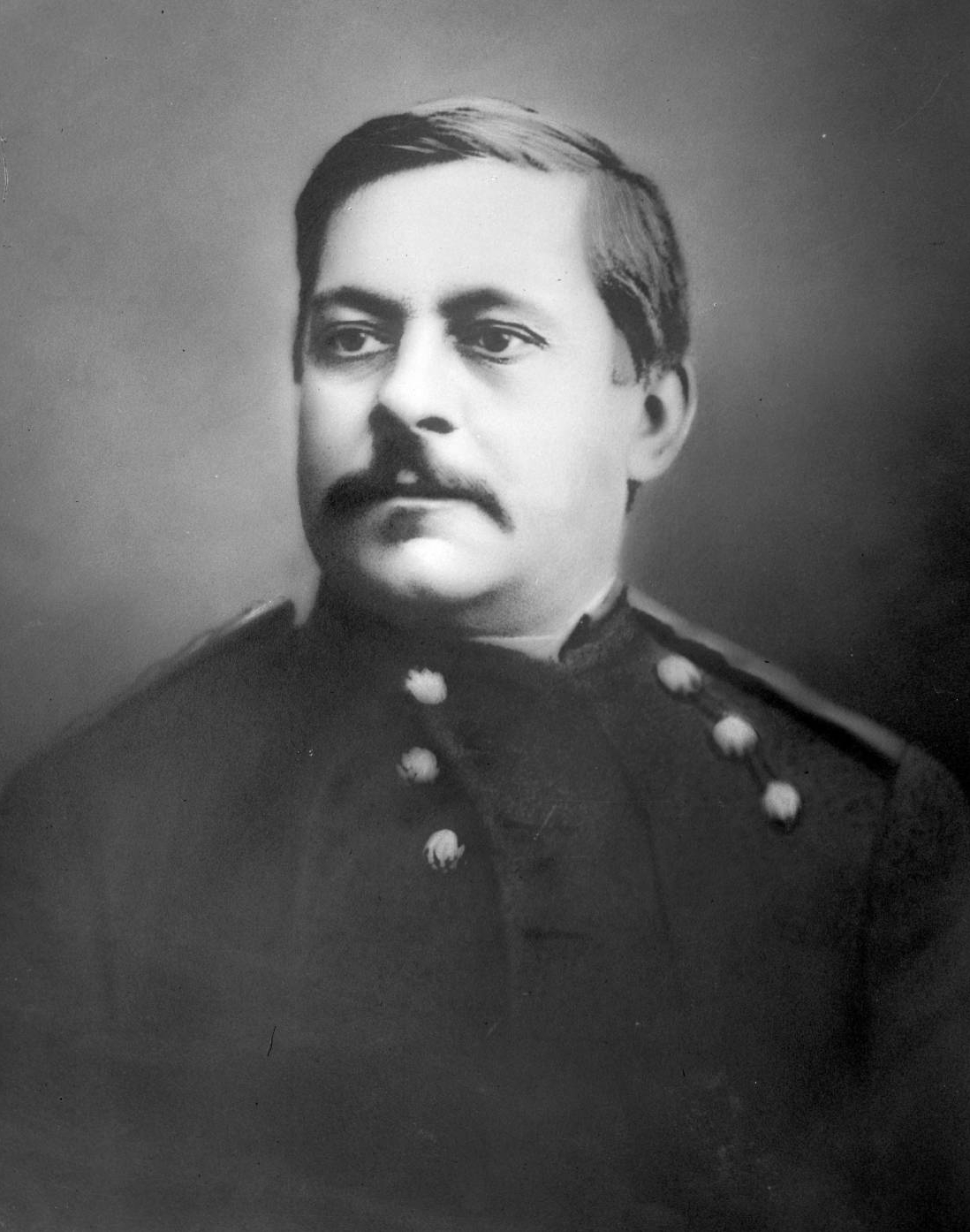
Marcus A. Reno, hacia 1876.

Después de la Batalla de Little Bighorn, a Reno se le asignó el mando de Fort Abercrombie, Territorio de Dakota. Allí, en diciembre de 1876, fue acusado de hacer insinuaciones no deseadas hacia la esposa de otro oficial del Séptimo de Caballería, el capitán James M. Bell, mientras este se encontraba ausente. El 8 de mayo de 1877 se inició en St. Paul un consejo de guerra. Reno fue declarado culpable de seis de los siete cargos contra él y se le ordenó ser dado de baja del ejército. Más tarde, el presidente Rutherford B. Hayes redujo la pena de despido a dos años. 
En respuesta a los cargos de cobardía y embriaguez en Little Bighorn, Reno solicitó y se le concedió una audiencia preliminar. El tribunal se reunió en Chicago el 13 de enero de 1879 y llamó como testigos a la mayoría de los oficiales supervivientes que habían participado en la batalla. Tras veintiséis días de testimonio, el Juez Fiscal General W. M. Dunn presentó su dictamen y recomendaciones al Secretario de Guerra George W. McCrary el 21 de febrero de 1879. Concluyó: «Concuerdo con el tribunal en exonerar al mayor Reno de los cargos de cobardía que se le imputan». Añadió: «La sospecha o acusación de que el General Custer debiera su muerte y la destrucción de su mando a que el mayor Reno, por incompetencia o cobardía, no acudió en su ayuda, se considera desechada...» 
El tribunal de investigación apenas hizo cambiar la opinión pública. Los soldados alistados declararon más tarde que los habían obligado a dar un informe positivo tanto a Reno como a Benteen. El teniente Charles DeRudio le contó a Walter Mason Camp que varios oficiales habían llegado a un acuerdo privado para hacer todo lo posible por salvar a Reno. En 1904, un artículo del Northwestern Christian Advocate afirmaba que Reno le había confesado a su antiguo editor que sus "extrañas acciones" durante y después de la batalla de Little Bighorn se debieron a la bebida. 
En 1879, mientras era comandante en Ft. Meade, Territorio de Dakota, Reno enfrentó nuevamente un consejo de guerra, acusado de conducta impropia de un oficial, incluyendo una agresión física a un oficial subordinado, William Jones Nicholson. Fue declarado culpable de conducta perjudicial para el buen orden y la disciplina y despedido del servicio el 1 de abril de 1880.  Reno alquiló un apartamento en Washington D. C., donde persiguió tenazmente la recuperación de su rango militar mientras trabajaba como examinador en la Oficina de Pensiones.

## Familia
Reno se casó con Mary Hannah Ross de Harrisburg en 1863. Eran padres de un hijo, Robert Ross Reno (1864-?), y dueños de una granja cerca de New Cumberland, Pensilvania, en el condado de Cumberland. Cuando su esposa murió de enfermedad renal en Harrisburg el 10 de julio de 1874, Reno estaba en campaña en el valle del río Milk de Montana. Al enterarse de su muerte, solicitó permiso para asistir a su funeral. Partió hacia su casa sólo para enterarse de que el general Alfred Terry había denegado su solicitud. 
El 20 de octubre de 1882, se casó con Isabella Steele Ray McGunnegle de la ciudad de Nueva York. Era la viuda del teniente comandante Wilson McGunnegle y madre de tres hijos adultos, incluido el oficial del ejército George K. McGunnegle. Casi inmediatamente, surgió fricción entre la nueva Sra. Reno y su hijastro Robert, de dieciocho años. A ella le preocupaba su excesiva afición al juego y su estilo de vida salvaje, mientras que él se oponía a su supervisión constante. Vivían en el Hotel Lochiel de Harrisburg, donde Robert había acumulado una gran factura. Allí, en la noche de Navidad de 1883, Robert, sin invitación, entró en la habitación de la actriz Carrie Swain a través de una ventana. La Sra. Swain se negó a presentar cargos, pero la gerencia insistió en que los Reno se fueran. Reno envió a su hijo a vivir con un tío en Pittsburgh. La pareja se distanció y durante los siguientes años se separaron. Finalmente, Isabella presentó denuncia por negligencia y en octubre de 1888 solicitó el divorcio. El tribunal no actuó de inmediato ante su solicitud y, a finales de febrero de 1889, fue Reno quien solicitó el divorcio, alegando que Isabella lo había "abandonado en febrero de 1887".  Isabella murió en Manila el 14 de enero de 1904. 
Robert Ross Reno se casó con Maria Ittie Kinney en mayo de 1885. Sus negocios fracasaron y se convirtió en vendedor ambulante. Ittie rara vez lo veía u oía hablar de él; y cuando lo hacía, le pedía dinero. El 19 de agosto de 1898, le envió un telegrama a su cuñado informando que se iba a Alaska por la fiebre del oro y ordenándole «Haz que Ittie se divorcie o lo haré yo». Ella solicitó el divorcio en octubre; le fue concedido el 22 de junio de 1899. Ittie murió el 4 de junio de 1941 y de él no se supo más. Se creía que Robert murió durante la fiebre del oro de 1898-1899 en Alaska, pero investigaciones posteriores descubrieron una solicitud de pasaporte en 1920 a nombre del hijo único de Reno, indicando Harrisburg, Pensilvania como lugar de residencia. Se desconocen el lugar y fecha de fallecimiento.

## Muerte, revisión militar y entierro

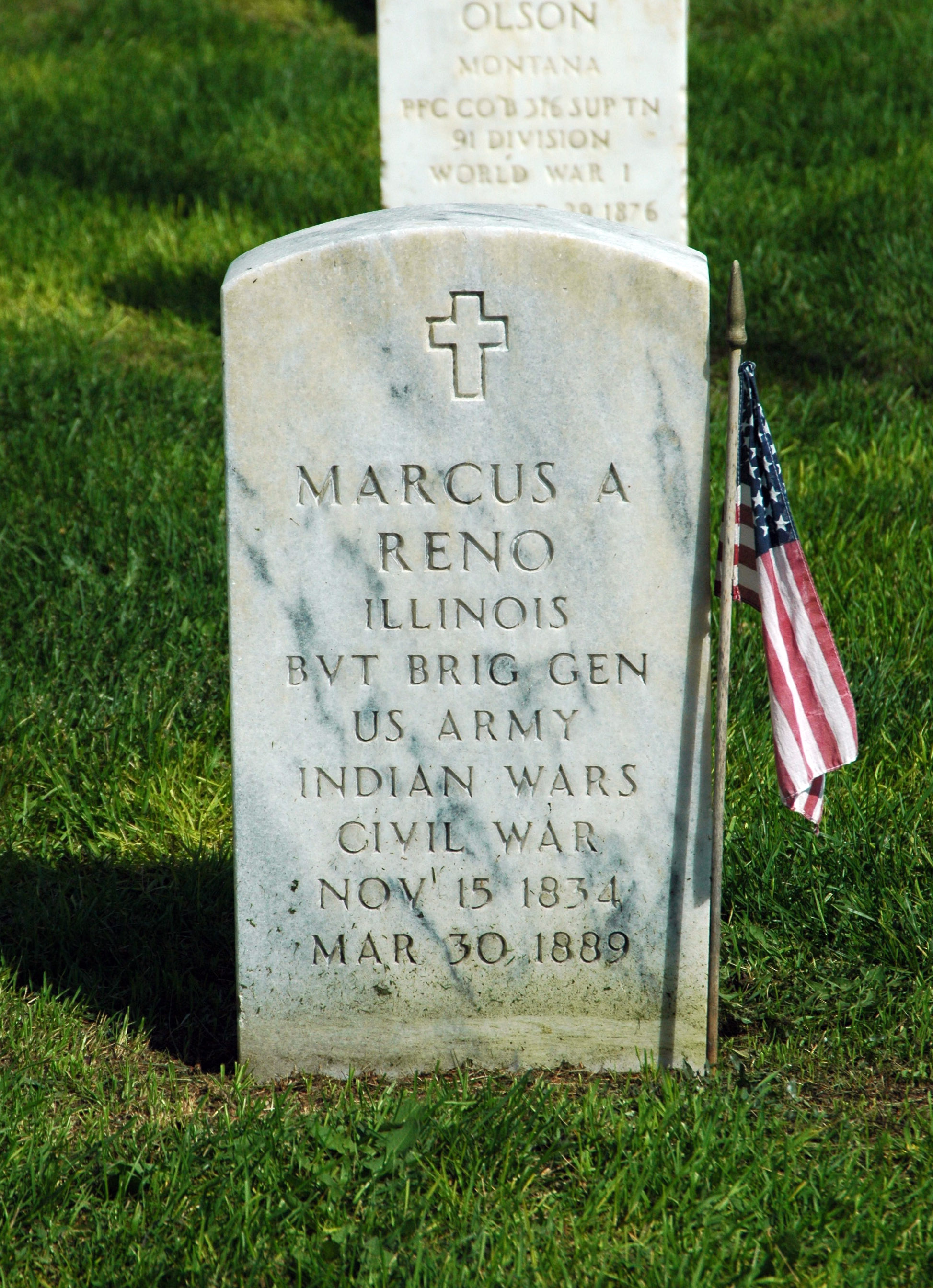
Lápida de Marcus Reno en el Cementerio Nacional de Custer

A mediados de marzo de 1889, a Reno le diagnosticaron cáncer de lengua. Ingresó en el Hospital Providence de Washington el 19 de marzo de 1889 y fue operado ese mismo día. Mientras estaba hospitalizado desarrolló neumonía y murió a la edad de 54 años en la madrugada del 30 de marzo de 1889. No se habían hecho preparativos para su entierro, por lo que se dispuso que fuera enterrado temporalmente en el cementerio Glenwood de Washington hasta que pudiera ser enterrado nuevamente con su primera esposa en la parcela de la familia Ross en Harrisburg, Pensilvania.  No se pudo encontrar lugar allí para sus restos, por lo que su tumba temporal y sin marcar parecía su lugar de descanso final.
Años más tarde, hubo una iniciativa para erigir un monumento a Reno en el campo de batalla de Little Bighorn. La viuda de Custer , Elizabeth Bacon Custer, se pronunció en contra de construir un monumento a Reno en el lugar. En 1926, escribió: "Anhelo un monumento conmemorativo a nuestros héroes en el campo de batalla de Little Big Horn  [sic]   pero no para distinguir con honor al único cobarde del regimiento". 
En 1967, a petición de Charles Reno, sobrino nieto de Reno, una junta de revisión militar de EE. UU. reabrió el tribunal marcial de Reno de 1880. Revocó la decisión, declarando improcedente el despido de Reno del servicio y otorgándole una baja honorable.
El 9 de septiembre de 1967, sus restos fueron enterrados nuevamente con honores (incluida una ceremonia religiosa en Billings, Montana, y un saludo de once cañonazos en su tumba) en el Cementerio Nacional de Custer, en el campo de batalla de Little Bighorn. Reno fue el único participante de la batalla de Little Bighorn que fue enterrado con tales honores en el cementerio que lleva el nombre de su antiguo comandante.

## Representaciones en películas y televisión
Liam Sullivan interpretó al coronel Marcus Reno, con Barry Atwater como Custer, en el episodio de 1960, "Gold, Glory, and Custer - Prelude" de la serie de televisión western de ABC / Warner Brothers, Cheyenne, con Clint Walker en el papel principal de Cheyenne Bodie.  En la película de 1965, " La gran masacre sioux ", dirigida por Sidney Salkow, el papel del mayor Reno fue interpretado por el actor Joseph Cotten. 
Reno fue interpretado por el actor Ty Hardin en la película Custer of the West de 196.  Fue interpretado por William Daniels en la película para televisión de 1977 The Court-Martial of George Armstrong Custer.  Reno fue interpretado por Michael Medeiros en la miniserie de televisión de 1991 Son of the Morning Star. 